# Cynewulf
Cynewulf (druhá polovina 8. století) je po Cædmonovi druhý známý staroanglický (anglosaský) básník.

## Život
O Cynewulfově životě nevíme prakticky téměř nic, přestože byl prvním anglickým básníkem, který svá díla signoval, a to runami v závěru čtyř epických skladeb, jejichž autorství je mu proto připisováno. V epilogu k jedné z nich (jde o skladbu Helena) dokonce píše, že dlouho žil jako zámožný šlechtic v anglosaské královské družině (nejspíše v Mercii), až se v již poměrně vysokém věku díky milosti boží odvrátil od světských marností, vstoupil do kláštera a věnoval se rozjímání a nábožnému zpěvu. Svá díla nepodepisoval ze světské marnosti, ale proto, aby se zbožní čtenáři mohli modlit za spásu jeho duše. Někdy bývá ztotožňován s Cynewulfem, biskupem z Lindisfarne, který žil v letech 737 až 780.

## Dílo
Cynewulf se považuje za autora čtyř epických děl s náměty z Nového Zákona a ze života svatých, ve kterých je zašifrováno jeho jméno. Jde o skladby Kristus (v tomto případě jen o prostřední část trojdílného cyklu), Juliana, Helena a Osudy apoštolů.
- Kristus (Christ) je menší třídílný epos (celkem 1684 veršů) dochovaný v tzv. Exeterské knize (The Exeter Book), což je vlastně antologie anglosaské poezie z 10. století uložená v knihovně Exeterské katedrály. Cynewulf je považován jen za autora druhé části eposu, označované jako Kristus II (447 veršů), nebo také podle jejího hlavního děje jako Nanebevstoupení (The Ascension), první a druhá část je přisuzován autorů z tzv. Cynewulfské školy. Kristus II, napsaný podle kázání papeže Řehoře I. Velikého,[2] chápe Kristovo nanebevstoupení alegoricky jako bezpečný přístav, kde mohou věřící pevně zakotvit.[1]
- Juliana (rovněž z Exeterské knihy) je neúplná skladba (dochovalo se 731 veršů) založená na latinské legendě o sv. Julianě, umučené za časů římského císaře Maximina, protože se odmítla provdat za pohanského římského senátora a prefekta Eleusia.[1]
- Helena (Elene) je nejdelší Cynewulfova epická skladba (1321 veršů) se silnými prvky křesťanské mystiky obsažená v tzv. Vercelliské knize (The Vercelli Book), pojmenované podle toho, že je uložena v knihovně Basiliky di Sant’Andrea ve Vercelli v severní Itálii. Skladba tradičními prostředky staroanglické hrdinské poezie a v typických aliteračních verších líčí vítězství římského císaře Konstantina Velikého nad Huny, ke kterému mu pomohlo znamení sv. Kříže, a zázračné nalezení tohoto kříže císařovou matkou sv. Helenou v Jeruzalémě.[1]
- Osudy apoštolů (The Fates of the Apostles) je krátká epická skladba (122 veršů) obsažená rovněž ve Vercelliské knize, která je jakýmsi martyrologiem dvanácti apoštolů napsaným v tradičních aliteračních verších.[4]

## Cynewulfova škola
Za autory dalších skladeb, připisovaných dříve Cynewulfovi, jsou dnes považování neznámí anglosaští básníci z 8. a 9. století (v této souvislosti se hovoří o tzv. Cynewulfově škole nebo Cynewulfově dílně). Patří sem tato díla:
- První a třetí část již zmíněného eposu Kristus (Christ) z 'Exeterské knihy:
  - Kristus I (339 veršů) je vlastně sbírka dvanácti básní vzniklých kolem roku 800 a zabývajících se očekáváním a příchodem Krista, tedy adventem. Je proto také znám pod jménem Advent Lyrics.[5]
  - Kristus III (818 veršů) se zabývá druhým příchodem Krista (parusie) a posledním soudem. Je proto také někdy pojmenován The Judgement Day (Soudný den).[6]
- Sen o kříži (The Dream of the Rood), báseň z 8. století (156 veršů) dochovaná v celku ve Vercelliské knize a částečně v runovém nápisu na starobylém kamenném kříži ve vesnici Ruthwell v jihozápadním Skotsku. Námětem je Kristovo ukřižování, které ve snu neznámého básníka popisuje samotný sv. Kříž. Někteří kritici hodnotí toto dílo jako nejkrásnější staroanglickou báseň vůbec.[7][1]
- Ondřej (Andreas, 1722 veršů) rovněž z Vercelliské knihy je veršovanou legendou o sv. Ondřejovi podanou ve stylu staroanglické hrdinské poezie.[1]
- Dvě legendy o sv. Guthlacovi žijícím kolem roku 700 v Lincolnshire. Jsou opět z Vercelliské knihy, označují se jako Guthlac A a Guthlac B a v rukopisu jsou spojené v jeden celek.[1]
- Fénix (The Phoenix, 667 veršů) z Exeterské knihy alegoricky připodobňuje prastarý mýtus o znovuzrození fénixe z vlastního popela ke Kristovu zmrtvýchvstání.[1]
- Tři kratší básně Pardál (The Panther), Velryba (The Whale) a Koroptev (The Partridge, dochován je pouze zlomek) rovněž z Exeterské knihy obsahující orientálně fantastické a křesťansky alegorické motivy (například pardál je ztotožňován s Kristem, velryba představuje ďábla). Tyto básně mohly podle některých literárních historiků tvořit součást ztraceného staroanglického bestiáře.[1]
- Judita (Judith), fragment na motivy starozákonní Knihy Júdit dochovaný ve staroanglickém manuskriptu zvaném Nowell Codex (podle jeho vlastníka ze 16. století Laurence Nowella), který je známý především tím, že je v něm obsažen epos Beowulf.[1]

## Česká vydání
Antologie nejstarší anglické poezie a prózy Jako když dvoranou proletí pták, Triáda, Praha 2009 obsahuje překlady básní Sen o kříži, Judita, Fénix a Velryba.